# Adrián García
Adrián Alonso García Sobarzo, noto come Adrián García (Concepción, 25 maggio 1978), è un ex tennista cileno.